# Anna Maria Pertl
Anna Maria Pertl (St. Gilgen, 1720. december 25. – Párizs, 1778. július 3.) Wolfgang Amadeus Mozart édesanyja.
Édesapja Nicolaus Pertl, édesanyja Eva Rosina. 1747. november 21-én hozzáment Leopold Mozart zeneszerzőhöz, akitől összesen hét gyermeke született, de a felnőttkort csak ketten – Wolfgang Amadeus és Maria Anna Mozart – érték meg. 1777 őszén útnak indult fiával egy európai körútra, ahol megbetegedett, s 1778. július 3-án Párizsban meghalt. 
Gyermekei:
- Johann Leopold Joachim (1748. augusztus 18. – 1749. február 2.)
- Maria Anna Cordula (1749. június 18. – június 24.)
- Maria Anna Nepomucena Walpurgis (1750. május 13. – július 29.)
- Maria Anna Walburga Ignatia ("Nannerl"; 1751. július 31. – 1829. október 29.)
- Maria Cresentia Francisca Paula (1754. május 9. – június 27.)
- Joannes Chrysostomus Wolfgangus Theophilus (Wolfgang Amadeus; 1756. január 27. – 1791. december 5.)